# ديروين مارتينا
ديروين مارتينا (بالهولندية: Derwin Martina)‏ هو لاعب كرة قدم هولندي في مركز الدفاع، ولد في 19 يوليو 1994 في أمستردام في هولندا. شارك مع منتخب كوراساو تحت 20 سنة لكرة القدم. أما مع النوادي، فقد لعب مع آر كي سي فالفيك وأياكس أمستردام وشباب أياكس.

## وصلات خارجية
- ديروين مارتينا على موقع قاعدة بيانات كرة القدم.إي يو (الإنجليزية)
- ديروين مارتينا على موقع Soccerbase.com (لاعب) (الإنجليزية)
- ديروين مارتينا على موقع Soccerway.com (الإنجليزية)
- ديروين مارتينا على موقع عالم كرة القدم.نت (الإنجليزية)